# Big Ben

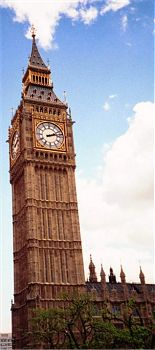
Az óratorony

A Big Ben a brit parlament épületének, a londoni Westminster-palota toronyórájának harangja, illetve az óraszerkezet neve. Az épület keleti szárnyának végén, egy óratoronyban található. Ismert az óra pontosságáról és a 13,5 tonnás harangról. Az óratorony világszerte London, sőt egész Anglia közismert, általános jelképe.
A Westminster-palota épületének  eredeti óratornya 1834-ben tűzvészben elpusztult. A palota, az angol parlament újjáépítésekor felkérték Benjamin Lewis Vulliamyt, a kor neves órását egy új óramű tervezésére, de ő a kivitelezést lehetetlennek tartotta. Egy műkedvelő órás, Edmund Beckett Denison vállalkozott a megvalósításra. Vita folyt arról, hogy az órát tervezzék a toronyhoz vagy fordítva. Végül Denison tervei alapján elkészült az óramű.

## A harang

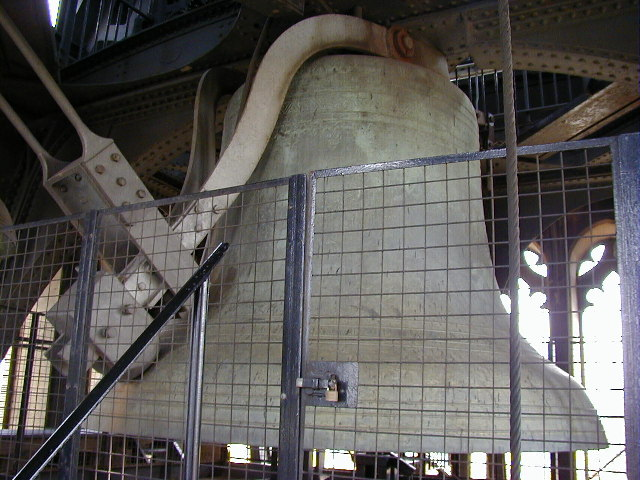
A Big Ben harang

A „John Warner és fiai” cég lett megbízva a harang elkészítésével Denison specifikációi alapján. Az öt harang közül a legnagyobb 1856-ban készült el, és egy számítási tévedés miatt 16 tonna tömegű lett a tervezett 14 tonna helyett. Erre gyors megoldás az volt, hogy a harangláb tömegét megnövelték 203 kg-ról 304 kg-ra. A negyedórákat ütő harangok tömege 1, 1,25, 1,6 és 3,5 tonna.
Mivel a torony még nem volt készen, a harangot felállították a New Palace Yard-ban, ahol a közönség láthatta. A kedvükért rendszeresen megkongatták. Néhány év után egy alkalommal megrepedt, amit nem lehetett javítani. Denison a hibás öntést okolta, Warner szerint azonban a túl nagy súlyú kalapács okozta a törést. A harangot összetörték és újraöntötték, amit George Mears végzett (Whitechapel Bell Foundry – ez jelenleg a legrégebbi öntőüzem Nagy-Britanniában). Az újraöntött harang 1858-ban készült el, tömege a kezelhetőbb 13,5 tonna lett, és ma is ez van használatban. A harangokat 1858-ban helyezték el a toronyban és alattuk helyezték el az óraszerkezetet. A harangokat nem lehetett a tornyon kívül felvontatni, ehhez a központi aknát használták, ennek mérete meghatározta a legnagyobb harang méreteit. A harang felvontatása és elhelyezése 36 órán át tartott.
A harang eltörése miatt kölcsönös vádaskodás és jogi procedúrák indultak Mears, a második harang öntője, és Denison, a projekt vezetője között, emiatt a Big Ben két évig nem működött. Egy könnyebb ütőkalapácsot helyeztek fel, a normál működés 1862-ben folytatódott.

## Az óra

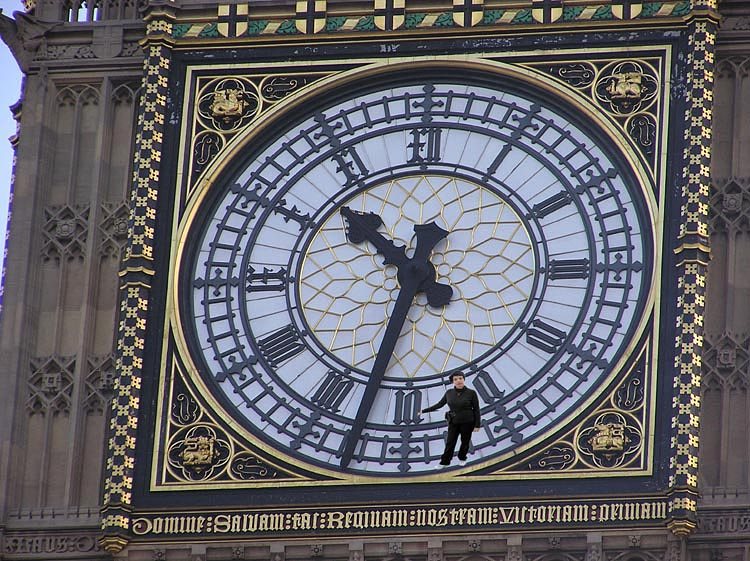
A toronyóra egyik számlapja (a képre egy 160 cm magas ember fényképe van montírozva a méretek érzékeltetése érdekében)

Edward John Dent lett megbízva az óraszerkezet létrehozásával 1852-ben. 1853-ban meghalt, így a munkáját hirtelenjében unokaöccse vette át, aki ennek kapcsán családnevét megváltoztatta Ripponról Dentre. Az óraszerkezet 1854-ben lett készen, de a torony akkor még nem volt befejezve, így az óra még nem került a helyére. Amikor elkészült, a legnagyobb óra volt, és jelenleg is (2022) a legnagyobb mechanikus óra a világon. A teljes óraszerkezet 5 tonna súlyú. Az órajátékot végző súly a legnagyobb a súlyok között, súlya 1,25 tonna. Az óra felhúzását eredetileg két ember végezte kézi munkával, öt óra alatt. 1912 óta az órajátékot és az óraütéseket végző súlyokat elektromos motor mozgatja.
A 60 méteres magasságban, fagyponton vagy erős szélben a kellő pontossággal működő óra létrehozása nem volt könnyű feladat. Az egyik feltétel az volt, hogy az órának az órákat egy másodperces pontossággal kellett jeleznie. Denison éveket töltött Dent szerkezetének tesztelésével. Kitalált egy új típusú gravitációs gátlóművet, amivel el tudta érni az óra ezt a kivételes pontosságot. Az óra pontosságának finomhangolásához az inga tetején egy maréknyi régi pennyt használnak, amikből időnként elvesznek vagy hozzáadnak egyet.
A gátlómű egy gravitációs rendszer, ami annyit tesz, hogy egyes alkatrészeket nem rugó, hanem saját súlyuk vezeti vissza alapállásba. Ezt a megoldást első ízben a Big Ben óraszerkezetében alkalmazták. A hőre kompenzált inga 4 méter hosszú, cinkből és acélból készült. A mutatók tervezésekor Denison a hó és a szél nyomására és a rájuk telepedő nagyobb madarakra is gondolt. A mutatók súlyának könnyítésére azokat ágyúfémből, (különlegesen könnyű és rugalmas) bronzból készíttette. Az egész órákat a 13,5 tonna tömegű harangon veri el az ütőmű.
Az óra teljes szerkezete hat méter hosszú, két méter széles. A kerék fogait és egymáson csúszó alkatrészeit simára köszörülték. Egyébként a kovácsolás nyomait nem távolították el. Denison a nagy óra gyártásának megkezdése előtt elkészíttette az óra modelljét, ami maga is tekintélyes szerkezet volt.
A számlap megjelenését Augustus Pugin tervezte. Meggyőzte Charles Barryt, a főépítészt, hogy az eredetileg tervezett 10 m-es átmérő túl nagy lenne és így alakult ki a teljes 7 m-es átmérő. A számlap alatt egy latin nyelvű felirat van: DOMINE SALVAM FAC REGINAM NOSTRAM VICTORIAM PRIMAM, ennek jelentése: „Ó, Uram, óvd meg első Viktória királynőnket”. A négy órát az akkoriban szokásos „IIII” helyett „IV” jelzi (a római számokat a számlap közepe felől kell nézni).
A mutatók eredetileg 4,3 m hosszúak voltak, de az óraszerkezet egyszerűen nem tudta mozgatni azokat, mert túl nehezek voltak. Barrynek újra el kellett készítenie a mutatókat, de amikor azokat felhelyezték, kiderült, hogy azok még a korábbiaknál is súlyosabbak lettek. Dent újraöntötte a percmutatókat Denison új tervei alapján (ma is ezek működnek), az óramutatók Charles Barry második terve alapján készültek. A percmutatók 4,25 m hosszúak, súlyuk 127 kg. Az óramutatók 2,7 m hosszúak, tömegük 40 kg.
Az órát 1859 júliusában, ünnepélyes keretek között avatták fel, de az ünneplés rövid ideig tartott, mivel a Big Ben nevű harang szeptemberben eltört az eggyel korábbi harangot is eltörő 304 kg-os kalapács miatt.
1962-ben, szilveszterkor az erős havazás miatt az egyébként pontos óra mintegy 10 percet késett.

## A torony
A torony építésében segédkezett Edward John Dent, aki az egyik legjobb órásmester volt. A vállalkozást Edmund Beckett Denison felügyelte, aki maga is ismert órás volt, továbbá Sir George Airy királyi csillagász. Az építést különféle hibák és szerencsétlenségek hátráltatták, ami így 28 éven át tartott.
A torony építése 1843-ban kezdődött az alapkő elhelyezésével és 13 év alatt fejeződött be (1856-ban). A falazás magassága 96 m a harangtorony tetejéig. A torony 22 cm-rel eltér a függőlegestől északnyugat felé. A tornyon belül három akna van, az egyikben az órát hajtó súlyok vannak. A második akna szellőzési célt szolgál, a harmadik pedig a 340 fokból álló lépcsőt tartalmazza. A torony alsó részén további szobák vannak, köztük egy börtöncella is.
A torony neve 2012-ben Erzsébet-torony lett Erzsébet királynő gyémántjubileumának tiszteletére. Korábbi nevei Óratorony, de ismert Szent István-torony, Big Ben-torony és Big Tom néven is. Ezen nevek némelyike hibás: a valódi Szent István-torony egy másik torony neve a palotában, a Big Ben pedig nem a torony, nem is az óra, hanem eredetileg a harang neve volt. Az elnevezés valószínűleg az építés vezetőjének, Benjamin Hallnak az emlékét őrzi.

## Érdekességek
- A jellegzetes alakú toronyóra ütéseit a rádió is közvetíti 1922 szilvesztere óta. A pontos idő jelzése céljából egy mikrofont helyeztek el a harang közelében. A második világháborúban módosult a szerepe, mert a harangütések után általában fontos híreket olvastak be a háborúval kapcsolatban, sokszor maga a miniszterelnök beszélt. A harang hangját jelenleg a BBC Radio 4 közvetíti. A harangjáték 1976-ig probléma nélkül működött, akkor az akna meghibásodása majdnem tönkretette a harangjáték mechanizmusát. A javítás egy évig tartott.

- Az ütések jellegzetes melódiája, a Westminster-harangjáték világszerte elterjedt, más harangoknál, sőt, szobaóráknál is alkalmazzák.

- Az Antarktisz közelében lévő Heard-szigeten egy vulkán neve is Big Ben.[7]